# گونبالانایا
گونبالانایا (به انگلیسی: Gunbalanya) شهرکی واقع در ایالت قلمرو شمالی در استرالیاست.

## آب و هوا
| داده‌های اقلیم گونبالانایا | داده‌های اقلیم گونبالانایا | داده‌های اقلیم گونبالانایا | داده‌های اقلیم گونبالانایا | داده‌های اقلیم گونبالانایا | داده‌های اقلیم گونبالانایا | داده‌های اقلیم گونبالانایا | داده‌های اقلیم گونبالانایا | داده‌های اقلیم گونبالانایا | داده‌های اقلیم گونبالانایا | داده‌های اقلیم گونبالانایا | داده‌های اقلیم گونبالانایا | داده‌های اقلیم گونبالانایا | داده‌های اقلیم گونبالانایا |
| ماه                       | ژانویه                    | فوریه                     | مارس                      | آوریل                     | مه                        | ژوئن                      | ژوئیه                     | اوت                       | سپتامبر                   | اکتبر                     | نوامبر                    | دسامبر                    | سال                       |
| ------------------------- | ------------------------- | ------------------------- | ------------------------- | ------------------------- | ------------------------- | ------------------------- | ------------------------- | ------------------------- | ------------------------- | ------------------------- | ------------------------- | ------------------------- | ------------------------- |
| سابقهٔ بیش‌ترین °C (°F)     | ۳۸٫۱ (۱۰۱)                | ۳۹٫۰ (۱۰۲)                | ۳۸٫۸ (۱۰۲)                | ۳۸٫۸ (۱۰۲)                | ۳۷٫۰ (۹۹)                 | ۳۷٫۵ (۱۰۰)                | ۳۶٫۵ (۹۸)                 | ۳۹٫۰ (۱۰۲)                | ۳۹٫۷ (۱۰۳)                | ۴۲٫۲ (۱۰۸)                | ۴۱٫۹ (۱۰۷)                | ۳۹٫۹ (۱۰۴)                | ۴۲٫۲ (۱۰۸)                |
| میانگین بیش‌ترین °C (°F)   | ۳۳٫۱ (۹۲)                 | ۳۲٫۵ (۹۱)                 | ۳۲٫۹ (۹۱)                 | ۳۴٫۰ (۹۳)                 | ۳۳٫۳ (۹۲)                 | ۳۲٫۱ (۹۰)                 | ۳۲٫۱ (۹۰)                 | ۳۳٫۷ (۹۳)                 | ۳۵٫۹ (۹۷)                 | ۳۷٫۵ (۱۰۰)                | ۳۷٫۱ (۹۹)                 | ۳۴٫۹ (۹۵)                 | ۳۴٫۰۹ (۹۳٫۶)              |
| میانگین کم‌ترین °C (°F)    | ۲۴٫۵ (۷۶)                 | ۲۴٫۵ (۷۶)                 | ۲۴٫۴ (۷۶)                 | ۲۳٫۶ (۷۴)                 | ۲۱٫۹ (۷۱)                 | ۱۹٫۷ (۶۷)                 | ۱۸٫۳ (۶۵)                 | ۱۸٫۵ (۶۵)                 | ۲۰٫۱ (۶۸)                 | ۲۲٫۴ (۷۲)                 | ۲۴٫۱ (۷۵)                 | ۲۴٫۵ (۷۶)                 | ۲۲٫۲۱ (۷۱٫۸)              |
| سابقهٔ کم‌ترین °C (°F)      | ۱۷٫۵ (۶۴)                 | ۲۱٫۰ (۷۰)                 | ۱۷٫۹ (۶۴)                 | ۱۷٫۰ (۶۳)                 | ۱۰٫۰ (۵۰)                 | ۱۰٫۰ (۵۰)                 | ۴٫۴ (۴۰)                  | ۹٫۲ (۴۹)                  | ۱۱٫۱ (۵۲)                 | ۱۳٫۱ (۵۶)                 | ۱۸٫۰ (۶۴)                 | ۱۲٫۵ (۵۵)                 | ۴٫۴ (۴۰)                  |
| بارندگی میلی‌متر (اینچ)    | ۳۴۰٫۹ (۱۳٫۴۲)             | ۳۳۵٫۲ (۱۳٫۲)              | ۲۷۹٫۶ (۱۱٫۰۱)             | ۸۳٫۶ (۳٫۲۹)               | ۱۴٫۰ (۰٫۵۵)               | ۱٫۶ (۰٫۰۶)                | ۲٫۲ (۰٫۰۹)                | ۱٫۰ (۰٫۰۴)                | ۴٫۷ (۰٫۱۹)                | ۲۵٫۸ (۱٫۰۲)               | ۱۱۰٫۱ (۴٫۳۳)              | ۲۲۴٫۷ (۸٫۸۵)              | ۱٬۴۱۴ (۵۵٫۶۷)             |
| میانگین روزهای بارانی     | ۲۰٫۵                      | ۱۹٫۵                      | ۱۸٫۱                      | ۶٫۹                       | ۱٫۷                       | ۰٫۴                       | ۰٫۳                       | ۰٫۲                       | ۰٫۷                       | ۲٫۶                       | ۹٫۳                       | ۱۶٫۴                      | ۹۶٫۶                      |
| منبع:                     |                           |                           |                           |                           |                           |                           |                           |                           |                           |                           |                           |                           |                           |